# Portal ślubny
Portal ślubny – portal w kościołach gotyckich, zwykle w północnej ścianie budowli, dokonywano przed nim obrzędu zaślubin. Zdobią go zwykle wyobrażenia Panien Mądrych i Panien Głupich, oczekujących swego oblubieńca, przedstawiane są w towarzystwie Chrystusa i Księcia tego świata. 